# Doucelles
Doucelles ist eine französische Gemeinde mit 225 Einwohnern (Stand: 1. Januar 2022) im Département Sarthe in der Region Pays de la Loire. Sie gehört zum Kanton Sillé-le-Guillaume und zum Arrondissement Mamers. 

## Lage
Sie grenzt im Norden an Chérancé, im Nordosten an René, im Südosten an Meurcé und im Südwesten und im Westen an Vivoin. An der östlichen Gemeindegrenze verläuft das Flüsschen Orthon.

## Bevölkerungsentwicklung
| Jahr      | 1962 | 1968 | 1975 | 1982 | 1990 | 1999 | 2008 | 2015 |
| --------- | ---- | ---- | ---- | ---- | ---- | ---- | ---- | ---- |
| Einwohner | 211  | 209  | 185  | 180  | 165  | 166  | 232  | 252  |

## Sehenswürdigkeiten
- Kirche Saint-Martin, aus dem 12. Jahrhundert, erneuert in den Jahren 1465/68 und 1750.